# Varacskosdisznó
A varacskosdisznó (Phacochoerus) az emlősök (Mammalia) osztályának párosujjú patások (Artiodactyla) rendjébe, ezen belül a disznófélék (Suidae) családjába és a Suinae/?Phacochoerinae alcsaládjába tartozó nem.

## Előfordulásuk

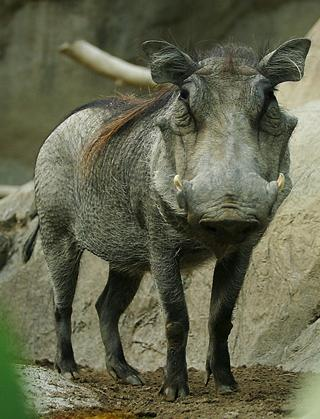
Szavannai varacskosdisznó (Phacochoerus africanus)

A varacskosdisznók előfordulási területe kizárólag Afrika. A nagyobb elterjedési területtel rendelkező szavannai varacskosdisznó a száraz Száhil övezettől kezdve Afrika legnagyobb részén keresztül – kivéve a nyugati esőerdőket – egészen a Dél-afrikai Köztársaság keleti részéig sokfelé megtalálható. A rokon sivatagi varacskosdisznó elterjedése manapság e kontinens keleti részére, azaz Etiópia, Szomália és Kenya területeire szorult vissza; ennek a fajnak a dél-afrikai állományát kiirtották.

## Megjelenésük
A szavannai faj valamivel nagyobb, mint a sivatagi rokona; hiszen a testhossza 90-150 centiméter, marmagassága 63,5-85 centiméter és testtömege 50-150 kilogramm; míg a rokon testhossza 100-145 centiméter, marmagassága 50-75 centiméter és testtömege 45-130 kilogramm. Mind a két faj esetében a kanok nagyobbak a kocáknál. Mindkét állat szürkésbarna színű; a fejüktől a hát közepéig sötétebb, hosszú szőrszálakkal. Főleg a kanok pofáin nagy varacskok vannak, a szájukból pedig hatalmas agyarak nőnek ki. A kocáknál is megvannak ezek a névadó jellemzők, de kisebb méretekben. E fajokra a hosszú, vékony lábak is jellemzőek; ezek segítségével igen jól szaladnak. Meneküléskor a bojtos farkaikat felemelik.

## Életmódjuk
A kondákat több koca és azok malacai alkotják; a kanok magányosak. A koca üregben hozza világra a malacait; a felnőtt állatok is üregekbe menekülnek veszély esetén. Táplálékuk fűfélék, lágy szárú növények, gumók, gyökerek, alkalmanként dögök is. Ezek az állatok számos ragadozónak szolgálnak táplálékul.
A varacskosdisznó okvetlenül nem támad emberre, viszont veszélyes ellenfél lehet. Különösen a malacai féltő koca, vagy a sebesült, sarokbaszorított példányok ádáz ellenállásra képesek és agyaraikkal súlyos sérüléseket tudnak okozni. A varacskosdisznó olykor képes felülkerekedni egy leopárdon.
Természetes ellenségei az oroszlán, leopárd, hiéna, gepárd és a krokodil.

## Szaporodásuk
Mindkét varacskosdisznó-fajnál az ivarérettséget körülbelül 18 hónapos korban érik el az egyedek. A vemhesség 171-175 napig tart, ennek végén 3-4 malac jön a világra.

## Rendszerezésük
A nembe az alábbi 2 faj tartozik:
- sivatagi varacskosdisznó (Phacochoerus aethiopicus) (Pallas, 1766) - típusfaj
- szavannai varacskosdisznó (Phacochoerus africanus) (Gmelin, 1788)

## A varacskosdisznó a kultúrában
A világhírű Oroszlánkirály c. rajzfilm egyik szereplője Pumbaa maga is varacskosdisznó, bár a rajzfilm alkotói nem határozták meg, hogy a sivatagi vagy a szavannai fajba tartozik.